# Nardorex zorzini
Nardorex zorzini è un pesce osseo estinto, appartenente agli aulopiformi. Visse nel Cretaceo superiore (Campaniano - Maastrichtiano, circa 74 - 70 milioni di anni fa) e i suoi resti fossili sono stati ritrovati in Italia.

## Descrizione
Questo animale doveva essere vagamente simile agli attuali pesci lucertola (gen. Alepisaurus). Come questi, possedeva una testa allungata e di forma triangolare, con un muso sottile munito di forti denti aguzzi. Come molti altri aulopiformi cretacei, Nardorex possedeva ossa pelviche triangolari con grandi processi posteriori articolati, grandi denti lungo il margine delle mascelle e l'arco palatino, e le ossa premascellari e mascellari che costeggiavano le fauci. Nardorex era un grande alepisauroide lungo circa 50 cm, caratterizzato da una grande testa, assenza di scaglie, muso e corpo allungati, un piccolo mesetmoide, fossa temporale coperta dorsalmente, mascella allungata e senza denti, mandibola molto allungata e articolata con il quadrato (osso del cranio), opercolo arrotondato, pinna pettorale composta da otto raggi, una ventina di vertebre addominali e 21 paia di costole, pinne dispari falciformi.

## Classificazione
Descritto per la prima volta nel 2004 da Taverne, Nardorex zorzini è noto per fossili provenienti dalla zona di Nardò in provincia di Lecce (Puglia, Italia). Questo animale è un membro piuttosto basale degli aulopiformi, un gruppo di pesci predatori piuttosto diversificato, che nel corso del Cretaceo si sviluppò e si diffuse in gran parte degli oceani del mondo. Nardorex, in particolare, fa parte di quel gruppo di Alepisauroidei cretacei che comprendeva anche Enchodus ed Eurypholis.

## Paleobiologia
Nardorex era un predatore marino, e doveva essere molto veloce. Probabilmente si nutriva di una gran quantità di pesci e di altri invertebrati natanti.